# Georg Anton Benda
Georg Anton Benda (en txec: Jiří Antonín) (Alt-Benatek an der Iser, al nord-est de Praga, (Bohèmia), 30 de juny, 1722 - Bad Köstritz (Turíngia), 6 de novembre, 1795), va ser un director de banda i compositor bohèmia.

## Biografia
Bohèmia

Georg (Anton) Benda va ser el quart fill del teixidor de lli i músic Hans Georg Benda i la seva dona Dorothea (1686–1762), de soltera Brixi, filla del cantor del poble Franz Xaver Brixi a Skalsko. El seu germà gran va ser el violinista i compositor František, com ell (des del 1733), els germans Jan (des del 1734) i Joseph (des del 1742) van ser violinistes membres de l'orquestra de la cort de Frederic el Gran de Prússia. El pare també donava suport a la família actuant com a (dulcimer, oboè, shawm) en esdeveniments de ball a les posades, on els nens de vegades l'havien d'acompanyar amb instruments i cantant (Georg Anton tocava el violí i l'oboè). Després d'una visita a Potsdam, els pares van ser sotmesos a interrogatoris repetits a Bohèmia fins que Frederic II va convèncer el seu senyor feudal perquè permetés que la resta de la família abandonés el país. El 5 de març de 1742, els pares van conduir a l'internat de Georg Anton a Jičín amb els seus fills Viktor (també Teixidor de lli) i Anna Franziska i el van portar amb ells a Prússia.
El 1735, el seu pare va enviar el nen de tretze anys al Col·legi Escolapio de Kosmanos, prop de Jung-Bunzlau, que incloïa un teatre escolar. A partir de 1739 va ser seminarista al col·legi dels Jesuïtes de Jičín, conegut pel seu intens conreu de la música vocal i instrumental, la retòrica i, en particular, les seves activitats teatrals. Les representacions dels drames jesuïtes, en què el text parlat i les parts cantades s'alternaven, possiblement van inspirar Georg Anton Benda a escriure els seus melodrames més tard a Gotha. A Potsdam, Franz Benda va introduir al seu germà Georg Anton l'estil de tocar el violí preferit per Frederic II, i també va aconseguir una feina com a violinista a l'orquestra reial el mateix any. També es va perfeccionar amb l'oboè, però també va ser tan bon clavicèmbal i pianista que va poder treballar de vegades com a repetidor i solista.

## Potsdam/Berlín
Després d'una estricta educació jesuïta contrareforma a Potsdam i Berlín, Benda va entrar en contacte amb l'estètica musical il·lustrada a la cort de Frederic II sota la influència de la filosofia francesa de Voltaire i Rousseau i la teoria dels afectes. Com a membre de l'orquestra de la cort, va conèixer les composicions de Johann Joachim Quantz, els germans Johann Gottlieb i Carl Heinrich Graun i Johann Adolph Hasse, especialment òperes italianes (inauguració de la nova Òpera Reial el 7 de desembre de 1742). Del 1742 al 1749 va tenir l'oportunitat de viure el Singspiele de la companyia d'actors de Johann Friedrich Schönemann. Benda va estar en contacte amb Carl Philipp Emanuel Bach, 1738–1768, també membre de l'orquestra de la cort com a clavecinista, durant tota la seva vida en forma de cartes, subscripcions i visites mútues. Probablement també va conèixer el seu pare Johann Sebastian Bach i el seu germà Wilhelm Friedemann Bach quan van visitar Berlín el 1747 i es van presentar a la cort. Seguint l'exemple del rei, Georg Anton Benda es va convertir en protestant i maçó a Berlín.
El comte Gotter, que va néixer a Gotha i va ser mariscal en cap de la cort i director de l'Òpera de la Corte de Berlín, també va ser maçó a Berlín (mestre de la lògia To the Three Globes). Igual que la duquessa de Gotha Luise Dorothea, també membre d'una lògia, Gotter va promoure l'assentament d'emigrants bohemis a la regió, i gràcies a la seva intervenció Georg Anton Benda va poder presentar-se com a successor del director de l'orquestra de la cort Gottfried Heinrich Stölzel, que va morir el 1749, a la cort de Gotha, on va impressionar especialment amb la seva interpretació del piano i la seva pertinença maçònica. L'1 de maig de 1750, el duc Friedrich III (1699–1772) va nomenar Benda com a director musical de la cort amb la tasca principal de proporcionar la música per al servei dominical al castell de Friedenstein.

## Gotha
A Gotha, la germana de Benda, Anna Franziska, li va donar suport en la gestió de la llar, que també incloïa la cura de tres nois de la banda, però també en els concerts de l'església i la cort amb la seva veu especialment pura, entrenada per František Benda. A petició de Benda a finals de 1750, va ser acceptada com a cantant de cambra de la cort. Després va fundar la seva pròpia família amb el violinista Dismas Hataš. Benda es va casar amb la filla de l'advocat de Gotha, Cantzley Leichner a finals de 1751. La família no es va expandir amb els seus propis fills, ni amb la filla adoptiva i estudiant de música Susanne Maria Zinck (1751–1821) i el violinista Johann Christoph Reinhardt]. Vivien en una casa a Große Sieblebergasse; Benda també tenia un jardí al canal davant de la porta Sundhäuser, on sovint es retirava per compondre. El 15 de setembre de 1757, immediatament després de la victoriosa batalla de Gotha, Frederic II va visitar la parella ducal de Gotha amb el seu germà Enric, i Benda va tenir l'oportunitat de presentar els seus respectes al seu antic rei i líder d'orquestra (Frederic II va tornar a anar-hi el 3 de setembre). Desembre de 1762 des dels seus quarters d'hivern a Leipzig fins a Gotha per passar-hi la nit).
A més de la música castellera en diverses ocasions cortesanes, per exemple, música de taula, música fúnebre, Benda va crear gairebé quatre anys de cantates per a l'església de la cort, que havien de ser breus segons l'ordre del servei, així com misses i música de passió. Organitzar el negoci del teatre, d'altra banda, no era feina de Benda; els diners estaven ajustats a causa de les guerres de Silèsia i el predicador de la cort Ernst Salomon Cyprian era un opositor del teatre i l'òpera, però de tant en tant apareixien grups d'actors ambulants: Franz Schuch el Vell va mostrar obres de teatre senzilles alemanyes i franceses, Heinrich Gottfried Cook, jocs de cant i interludis més sofisticats. El mateix Benda va interpretar la seva única òpera seria Xindo riconosciuto composta a l'estil berlinès l'agost de 1765 amb motiu de l'aniversari de la duquessa. Durant els primers 15 anys, Benda poques vegades es va quedar fora de Gotha (unes quantes vegades a Weimar, una vegada a Berlín). Quan es va queixar al duc de la manca d'inspiració artística, el duc li va aprovar una espècie de beca per a un viatge de formació de diversos mesos per Itàlia amb l'esperit d'un Gran Tour, que va iniciar l'octubre de 1765.

## Itàlia
Després d'una pausa a Munic, on va rebre un rellotge d'or de l'elector bavarès Max Joseph per a la interpretació d'un concert de piano escrit per ell mateix al palau de Nymphenburg, Benda es va unir al grup de gira del príncep Leopold Friedrich Franz de Dessau, al nord d'Itàlia. Un ampli seguici també incloïa el mestre de capella Friedrich Wilhelm Rust (antic alumne de František Benda. A Venècia van conèixer personalment Hasse i Anton Schweitzer. Aquí Benda va tenir una trobada rellevant amb l'òpera buffa italiana: acostumat als estrictes requisits de l'òpera seria comuna a Berlín, va abandonar la representació d'una òpera de Galuppi indignat i prematurament, però després d'una altra visita a l'òpera pocs dies després va quedar impressionats per la manera dels italians restan profundament entusiasmats. Després de Bolonya, a Florència, Benda va quedar impressionat per lAlceste de Gluck, i a Roma va escoltar oratoris de Nadal, especialment tocats pel Miserere d'Allegri a la Capella Sixtina. A finals de febrer va escoltar l'Stabat Mater de Pergolesi a Nàpols. Benda va tornar a Gotha a través de Roma i Florència a principis de juny de 1766.
Encara que Benda va ser elevat al rang de director d'orquestra de la cort, les seves impressions d'Itàlia no es van poder processar en forma de gran òpera, sinó que s'havien de limitar al petit però menys costós Intermezzo. Els cantants italians que van ser contractats especialment per a aquest propòsit van ser alliberats immediatament després de la mort de la duquessa el 1767. El dol del duc, que també va morir el març de 1772, ja havia rebutjat la música no eclesiàstica, a excepció de la música de cambra. Tot i que hi havia hagut un intent de fer un teatre d'aficionats el 1773 sota Gotter i Heinrich August Ottokar Reichard (1751–1822), el esperit sec musical de Benda només arribaria a la seva fi el maig de 1774 amb l'arribada del Societat Dramàtica Seyler, que tenien experiència en el cant de teatre.

## Teatre Ekhof[21]
Després de l'incendi del castell de Weimar l'any 1774, el jove duc Ernst II (Saxònia-Gotha-Altenburg) de mentalitat culturalment oberta va comprometre contractar a tota la companyia, que també incloïa Conrad Ekhof, la parella de Brandes i el mestre de capella Schweitzer, conegut per Benda de Venècia. Brandes havia escrit un llibret d'Ariadna per a la seva dona a Weimar i ara li va demanar a Benda que li posés música, ja que la versió de Schweitzer havia quedat inacabada. Amb Esther Charlotte Brandes al paper principal (amb un vestit de novel·la basat en antiguitats, la versió Benda dAriadne auf Naxos es va representar el gener de 1775. Després d'aquest èxit sensacional, Benda va compondre la seva música escènica més coneguda amb el llibret de Gotter en només tres anys: Der (Dorf) Jahrmarkt, Medea, Walder, Romeo und Julie (amb un final feliç!) i Der Holzhauer.
El setembre de 1775, Seyler va deixar Gotha aviat amb part de la seva companyia, inclosa la parella Brandes i els dos fills grans de Benda, Friedrich-Ludwig i Heinrich, com a violinistes. El duc Ernst va crear aleshores, segons un conjunt de normes clarament definides, el primer teatre de la cort alemany amb un conjunt permanent, al qual ara també tenia accés la classe mitjana. Ekhof va rebre la direcció artística i d'actuació, Reichard la direcció dramatúrgica i econòmica, i es van incorporar nous joves, inclòs August Wilhelm Iffland, que s'havia escapat de la llar dels seus pares persones molt educades (debut a Gotha el març de 1777).

## Hamburg, Mannheim, Viena, Berlín
A la primavera de 1778, les tensions entre Schweitzer i Benda es van fer tan greus que va anunciar la seva dimissió temporal. Aparentment, ambdós mestres de banda s'envejaven l'estatus especial un de l'altre (Benda com a compositor d'èxit, Schweitzer com a director de banda de teatre), cosa que va fer que Benda se sentis descuidat. Creia que a causa del seu nivell de fama podria trobar una feina fixa en un altre lloc i va fer una gira que va ser declarada viatge educatiu, que el va portar primer a Hamburg, on va cantar el seu Romeo amb Schröder. Especialment compromès, a la posada en escena de les obres fúnebres de Shakespeare i la versió de Julie (amb la filla Justina i el fill Hermann Christian en els papers principals), però també Holzhauer, Ariadna, Medea, Jahrmarkt. Aquí Benda va tornar a conèixer Carl Philipp Emanuel Bach, responsable de la música eclesiàstica a les principals esglésies d'Hamburg des de 1768, i estava entusiasmat amb el seu cor doble de la cantata Heilig, Heilig a l'església de Sant Miquel.
L'octubre de 1778, Benda i Hermann Christian van viatjar a Mannheim, on els fills grans Heinrich i Friedrich Ludwig (amb la seva jove esposa, la cantant Felicitas Agnesia Ritz i la filla adoptiva Susanna, que s'acabava de casar amb Neefe), eren actius com a membres dels Seyler. Societat. No es pot descartar que Mozart, que era un admirador de Benda, encara es trobés a Mannheim en aquest moment en el seu viatge de tornada des de París.
Benda i Hermann Christian van continuar el seu viatge via Gotha i van arribar a Viena el novembre de 1778. Les seves obres es van representar al Teatre Nacional Alemany (antic Burgtheater) de Viena i al Theater in der Josephstadt. Benda també va donar les anomenades acadèmies al Teatre Nacional Alemany i al Teatre Kärntnertor. Durant els sis mesos de la seva estada també va trobar temps per compondre la música dels melodrames Pigmalió i Filó i Teone. En els seus esforços per la posició de mestre de capella al Teatre Nacional Alemany, va perdre davant Schweitzer i Mozart, que abans havien estat preocupats per la popularitat de Benda.
A la primavera de 1779, Benda va visitar les famílies dels seus germans František i Joseph i vells amics com Johann Philipp Kirnberger a Berlín, i al Döbbelinsche Theatre va dirigir les representacions d'alguns dels seus melodrames, que Carl Friedrich Zelter va informar detalladament amb entusiasme. A mitjans d'agost de 1779, Benda va viatjar de tornada a Gotha via Dessau, on va tornar a veure el seu company i amic italià Freund Rust.
A finals d'agost de 1779, Benda va demanar oficialment al duc Ernst una pensió vitalícia, i el seu germà el príncep August també li va prometre la mateixa quantitat, de manera que es pogués pagar una llar en una zona rural amb un valet i un cuiner. El 20 de setembre de 1779, Benda va interpretar per primera vegada a Gotha el seu melodrama Pigmalió, que havia compost a Viena. Una setmana més tard, després de la representació de Romeu i Julietta, el teatre de la cort va ser tancat a petició del duc com a benefici, esdeveniment per als últims actors. Es creu que els motius foren: després de la mort d'Ekhof el juny de 1778, una disminució de l'actuació i el caràcter de molts actors, així com les sortides a causa de la insatisfacció amb la remuneració, així com el canvi d'interessos del duc cap a altres àrees científiques i culturals. Espectacles de companyies de teatre itinerants de tant en tant, com ara: La tropa de B. Joseph Bellomo, només va tenir lloc per als ciutadans al Gasthof zum Mohren.

## Jubilació
El 1780 Benda es va establir a Georgenthal, prop de Gotha. En els anys següents va organitzar tot el seu conjunt de composicions i va fer els preparatius per a la subscripció i la impressió. L'estiu de 1781 va dirigir la representació de la seva Ariadna a París (Théâtre-Italien). Benda va compondre el seu darrer Singspiele entre 1782 i 1787: Das tartarische Gesetz, que es va representar en la seva presència a Mannheim el 1782/83 i que ell mateix va descriure com el seu adéu al teatre, així com Das Findelkind o Unverhofft kommt oft. El 1783 es va traslladar a Ohrdruf, des d'on va fer repetides estades de balnearis a Ronneburg. Benda va continuar fent el mateix quan es va traslladar a Köstritz el 1790. L'any 1792 va compondre Bendas Klagen, una cantata acompanyada de dos violins, dues flautes, viola i baix (dedicada al fill gran Friedrich Ludwig que havia mort sobtadament a Königsberg el març d'aquell any) i, per tant, es va acomiadar conscientment de la composició, per afegint la nota a la portada:
'L'autor tanca la seva carrera musical en els seus 70 anys'.
El text de la seva Cançó del cigne, escrit per ell mateix, comença:
| \| « \| Er ist dahin, der Frühling meiner Blüte! Wo, süß belohnt bei Scherz und Saitenspiel, Ich um die Gunst der Schönen mich bemühte! Kein Kranz der Liebe krönt mich mehr am Ziel! Nimm dann, o Zeit! Nimm mit gerechter Güte Auch meiner Brust dieß zärtliche Gefühl, Das mir zur Quaal, noch immer nicht verglühte. Soll ich des Lebens süßesten Genuß, Das Glück, geliebt zu sein, entbehren? Soll ich, ein zweyter Tantalus, Nur hoffnungslose Wünsche nähren? Soll dieß Gefühl, das mir die Liebe gab, Bis an mein Grab in banger Sehnsucht sich verzehren? O Zeit! – Alle Werke deiner Hand Fallen deinem Sensenschlage; Trenne doch auch dieses Band, Der Erinnrung beßrer Tage, Wo ich Gegenliebe fand!. \| » \| | S'ha anat, la primavera de la meva flor! On, dolçament recompensat amb acudits i jocs de corda, Vaig intentar guanyar-me el favor de la bella dona! Ja no em coronarà cap corona d'amor al meu destí! Preneu-vos doncs, oh temps! Preneu amb justa bondat El meu pit també té aquest sentiment tendre, Això em turmentava i encara no s'havia cremat. He de gaudir del gaudi més dolç de la vida, Ser privat de la felicitat de ser estimat? Jo, un segon Tàntal, Nodreu només desitjos sense esperança? Si aquest sentiment que em va donar l'amor Per consumir-me en un anhel ansiós fins a la meva tomba? Ai hora! – Totes les obres de la teva mà cau a la teva dalla; Si us plau, separeu també aquest vincle, El record de dies millors, On vaig trobar l'amor a canvi! |   |
| « | Er ist dahin, der Frühling meiner Blüte! Wo, süß belohnt bei Scherz und Saitenspiel, Ich um die Gunst der Schönen mich bemühte! Kein Kranz der Liebe krönt mich mehr am Ziel! Nimm dann, o Zeit! Nimm mit gerechter Güte Auch meiner Brust dieß zärtliche Gefühl, Das mir zur Quaal, noch immer nicht verglühte. Soll ich des Lebens süßesten Genuß, Das Glück, geliebt zu sein, entbehren? Soll ich, ein zweyter Tantalus, Nur hoffnungslose Wünsche nähren? Soll dieß Gefühl, das mir die Liebe gab, Bis an mein Grab in banger Sehnsucht sich verzehren? O Zeit! – Alle Werke deiner Hand Fallen deinem Sensenschlage; Trenne doch auch dieses Band, Der Erinnrung beßrer Tage, Wo ich Gegenliebe fand!.                                                                   | » |

El 6 de novembre de 1795, Georg Anton Benda va morir després d'un llarg període de malaltia al seu apartament de Köstritz (dues habitacions,). El funeral va tenir lloc el 9 de novembre, a petició d'ell el més generós possible, però en absència dels seus familiars llunyans, que no van poder ser informats a temps. La tomba de Benda, coberta amb una gran llosa de granit, es diu que es trobava a la part antiga del cementiri davant de l'església i posteriorment va haver de deixar pas a un monument d'heroi. El contingut del testament de Benda d'agost de 1795 va ser tractat com a no públic. El fill petit de Benda, Carl Ernst Eberhard, va viatjar des de Berlín per representar els seus germans per a la subhasta del llegat, i va guanyar la majoria de l'oferta, de manera que la major part del llegat musical va quedar en la família. No se sap fins a quin punt es podrien haver lliurat els records a les autoritats estatals després.
En memòria de Benda hi ha exposicions (material fotogràfic) al Museu Schütz de Köstritz, així com una placa commemorativa a la casa on va morir a Berggasse 5 i en un nínxol al costat sud de St. Leonhard. Segons el biògraf Franz Lorenz, es diu que el material d'imatge de l'època de Benda a Gotha es troba a l'arxiu d'imatges del Museu d'Història Regional d'allà.

## Família
Els fills de Benda van ser el violinista i compositor Friedrich Ludwig Benda, més recentment Königsberg, el violinista berlinès Heinrich Benda, l'actriu i cantant Justina Benda (Zimdar/Blanchard), més recentment Breslau, el cantant i actor de Weimar Hermann Christian Benda, així com l'actor de la cort de Berlín i cantant Carl Ernst Eberhard Benda. La parella ducal i els alts càrrecs de la cort es van fer càrrec dels patrocinis. Els dos fills grans es van unir a Seyler el 1775. Justina va debutar el 1776 a Romeo i Julie com a Laura, Hermann Christian el 1777 a Der Dorfjahrmarkt com a Lukas; Tots dos van acompanyar el seu pare a Hamburg el 1778, i Justina hi va fundar una família. L'esposa de Benda va morir el 1768 als 42 anys. Després de la mort de la seva tia Anna Franziska el 1781, Carl E. E. va venir a viure amb els germans a Ludwigslust i Berlín, on va debutar el 1785 a Döbbelin com Fritz a la comèdia Der Hofmeister de Heinrich Gottfried Reichard (després de Carlo Goldoni). Benda, que no es va casar per segona vegada, va plorar la pèrdua prematura de la seva dona en la seva darrera cantata, Bendas Klagen  (1792), en què la melodia de l'ària O meine Julie (Romeu i Julie, acte 3) pot ser sentida.
El 1971, el biògraf Lorenz va lamentar la difícil investigació a l'Alemanya dividida en adonar-se que, en contrast amb els descendents von Benda de František Benda, les empremtes dels néts i un besnét de Georg Benda es perden a les fosques. Encara avui, no es pot assignar cap artista musicalment actiu al cantant d'òpera Adolph Benda, sobretot perquè el nombre dels seus fills i els seus possibles canvis de nom encara no s'han determinat a les fonts pertinents.

## Personalitat
Johann Friedrich Reichardt, marit de la neboda de Benda, Juliane, la filla menor de František Benda, va descriure en detall Georg Benda com una unió dels més alts talents. Friedrich Schlichtegroll el va descriure com un pensador intel·ligent, una conclusió de les cartes de Benda al seu amic de Gotha Johann Wilhelm Dumpf. Reichardt també dona exemples de l'enginy precís de Benda i, d'altra banda, després descriu molts episodis del comportament peculiar i de vegades estrany de Benda.
En altres llocs, també hi ha una barreja colorida d'anècdotes que circulen per la literatura, per a l'entreteniment dels lectors, que se suposa que demostren els estats de confusió conspicus de Benda en el sentit de la dita de professors distrets, revelats pel fill de Benda, Christian i l'antiga Governadora. Al llarg de les dècades, aquests van aparèixer en diferents versions i amb adorns addicionals, i mentre Schlichtegroll encara resumeix el fenomen com Va viure en els seus pensaments, no en les coses, diu sobre Benda a Hermann Ebert, un intent d'una història del teatre a Rostock, el 1872: ... tan famós per les seves composicions melòdiques com per la seva distracció 'solta' (!) sense precedents, i Wolff diu a Neues elegantestes Conversations-Lexicon für Gebildete aus allen Ständen, 1834, pàg. 188: ...conegut gairebé més per la seva distracció. Fins i tot quan era nen, es diu que Benda era un home reflexiu que no era adequat per al negoci de teixit de lli del seu pare.

Els efectes negatius de la seva introversió van fer que Benda se l'acusés de no ser un bon mestre de casa i educador, però la seva dona era una criada i es va prendre la seva idiosincràsia amb cor i humor. Va ser un pare amorós amb els seus fills, i els va dedicar la cançó Süßes Mädchen, holder Knabe!:
Quan les teves mans petites m'acaricien, Suau com els teus ulls riuen: Oh, no faig cas de l'afiliació d'un món sencer, estic feliç de barrejar-ho, m'uneixo als teus jocs amb suau indulgència, oh felicitat que sento després de tornar a ser nen!.
 Les descripcions literàries del gaudi de Benda pel vi, el menjar i els jocs, que també van aparèixer una vegada i una altra, van sorgir de la seva alegria en les tertúlies que sovint l'envoltaven, també en el context dels seus germans maçons de la logia, per als quals va escriure una popular cançó de l'època basada en el text Auf und trinkt! compost per Matthias Claudius:
Puja i beu! Beuen germans! Perquè el bon vi és per a bona gent, i avui volem estar frescos i alegres. Tintineu les ulleres i digueu al costat: Tots els malalts haurien de viure. Que visqui cada germà, sigues un bon home! Promocionar, consolar, animar dona, ajuda on pugui!.
 En aquest sentit, Benda era benèfic en grans i petites maneres. Per exemple, els beneficis de la seva cantata Amynts Klagen van ser donats a una nova escola per als pobres.

En la seva vellesa, Benda es va fixar en la seva salut i va fer excursions diàries per intentar compensar la pèrdua prematura de la seva dona i la frustració teatral que va experimentar
(Adéu teatre amb la teva lletja filla Cabale', 'Tot petit. la flor del prat ara em dona més plaer que tota la música.)
 per processar. Va evitar cada cop més conèixer gent, però es mantenia al dia dels esdeveniments mundials, especialment els relacionats amb la Revolució Francesa, als darrers diaris cada setmana. Va discutir això en detall, així com qüestions filosòfiques i religioses en la seva correspondència amb el seu amic de Gotha Johann Wilhelm Dumpf.

## Recepció
En resum, la importància de Georg Benda es pot descriure com una b petita entre dues B grans, entre Johann Sebastian Bach (barroc) i Ludwig van Beethoven (clàssic). En aquesta època del classicisme preclàssic o primerenc, també coneguda com l'edat de la sensibilitat, Benda va crear la seva obra diversa a partir d'una necessitat interior amb molt de sentiment i temperament.

Això es pot veure a petita escala en les seves cantates que segueixen el text amb devoció
(Com a ésser humà, Déu comença a sentir i el que sent és la meva necessitat,
La sang puja, dobla els teus cops a: Déu baixa),
les seves cançons són plenes. Delicadesa i empatia, en les seves simfonies amb els seus tres moviments dissenyats habitualment:

- 1r moviment: enèrgic, elegant, esforçant-se cap endavant,
- 2n moviment: profund, enyorat,
- 3r moviment: pis a terra, semblant a la dansa;
 a gran escala en els seus Singspiele amb les seves àries emocionals, així com en els melodrames amb les seves assimilacions sonores sensibles i escenes de vegades altament dramàtiques.[59]

Amb aquesta forma especial de treball escènic musical, el melodrama, Benda va tenir un gran èxit molt més enllà de Gotha i la seva mort. Mozart, Ludwig van Beethoven i Carl Maria von Weber van admirar molt les obres de Benda i es van inspirar en elles (el fragment de Zaide de Mozart, l'escena de la masmorra de Beethoven a Fidelio, l'escena de Wolfschlucht de Weber a Der Freischütz), experimentalment o fins i tot insinuat posteriorment. compositors com Robert Schumann, Richard Strauss, Arnold Schönberg, Alban Berg, Bertolt Brecht, Kurt Weill, Luigi Nono. Aquesta sèrie acaba amb la frase:
El principi de combinar empàticament la declamació textual amb la música ha tingut una ressonància popular, especialment en els nostres temps, per descomptat, sense que cap dels rapers 'Gangsta' encara conegui l'antic Benda.
 La similitud estilística de l'obra de Georg Benda i Beethoven s'assenyala de manera diversa a la literatura i el cor de reconciliació final (... renunciar a la discordia) de Romeu i Julietta de Benda recorda lOda a l'Alegria de Beethoven.
L'any 2002, diverses peces musicals de l'obra musical de Benda, Der Dorfjahrmarkt van ser utilitzades com a música de cinema per al llargmetratge Vive la joie! – Festival Barroc a la Cort de Gotha, que té lloc en l'època en què Benda era director musical de la cort del duc Frederic III, de Saxe-Gotha.
L'Orquestra Simfònica Estatal de Turíngia-Gotha va gravar les obres de Benda per a la publicació d'un CD.
La família de Sebastian Benda, que no està relacionada amb els Benda i que abans era coneguda com The Benda Musicians, va tenir cura de la música de Franz Benda i els seus germans fa molts anys. Son Christian Benda, violoncel·lista i director, interpretat per Georg Benda entre d'altres, els melodrames Ariadna, Medea i Pigmalió, així com el Concert per a violí en sol major i la música de les Lamentacions de Benda (tots a Naxos). Vegeu també Benda (famílies)-(alemany).

## Obres (selecció, segons MGG)
A. Música vocal

I. Obres espirituals
1. Oratorien, Messen u. a.
2. Kantaten
3. Motetten
4. Arien, Lieder u. a.
II. Obres espirituals
1. Kantaten und Oden
2. Lieder, Arien u. a.
B. Obres escèniques
Xindo riconosciuto, Òpera seria (Estrena a l'agost 1765)
- Il buon marito, Intermezzo (Desembre 1766)
- Il nuove maestro di capella, Intermezzo (Desembre 1766)
- Ariadne auf Naxos, Melodrama (Gener 1775)
- Der (Dorf)Jahrmarkt o Lukas und Bärbchen, Singspiel, (Febrer 1775)
- Medea, Melodrama (Maig 1775)
- Walder, Singspiel (Febrer 1776)
- Romeo und Julie, Singspiel (Setembre 1776)
- Der Holzhauer o Die drey Wünsche, Singspiel (Gener 1778)
- Philon und Theone, Melodrama (compost a Viena el 1779, no representat en vida de Benda).[67] Die Uraufführung des Monodrams fand am 12. August 2021 im neuen Burgsaal der Burg Perchtoldsdorf in einer Produktion des Teatro Barocco in der Regie und Ausstattung von Bernd R. Bienert und unter der musikalischen Leitung von Christoph Ulrich Meier statt.[68]
- Pygmalion, Melodrama (Setembre 1779)
- Das tartarische Gesetz, Singspiel (Març 1787)

C. Música instrumental

I. Orchesterwerke
- 30 Sinfonien

II. Konzerte
- 10 Cembalo-Konzerte
- 11 Violin-Konzerte

III. Kammermusik
IV. Cembalomusik u. a.

## Trobades tardanes
El 1999, com a part de la repatriació del botí de Crimea, les partitures que faltaven de la finca de Carl Philipp Emanuel Bach van ser retornades a l'Acadèmia de Cant de Berlín, incloent, editada per ell, la cantata de Nadal Gott steigt herab de Benda. (Mi bemoll major per a quatre veus amb instruments), segons la Biblioteca Estatal de Berlín, any de creació 1768. Després, primera actuació a Deutschlandradio Kultur el 15 de desembre de 2003 amb Zelter-Ensemble de la Sing-Akademie amb Joshard Daus amb 1784 com a any de creació. Hi ha enregistraments en què aquesta cantata s'atribueix al fill de Friedrich Ludwig Benda.
A la primavera de 2012, el musicòleg Wolfram Enßlin va trobar 18 cantates autògrafes de Benda i 28 partitures copistes de les seves cantates al monestir agustí de Gotha.

## Honors
La ciutat de Gotha va anomenar un carrer de l'oest de Gotha Bendastrasse.